# Gussignies
Gussignies település Franciaországban, Nord megyében. Lakosainak száma 354 fő (2022. január 1.). Gussignies Bellignies, Autreppe, Houdain-lez-Bavay, Bettrechies és Honnelles községekkel határos.

## Népesség
A település népességének változása:
| Lakosok száma | 354  | 344  | 342  | 334  | 335  | 332  | 339  | 347  | 354  |
|               | 2011 | 2015 | 2016 | 2017 | 2018 | 2019 | 2020 | 2021 | 2022 |